# Hitman: Absolution
Hitman: Absolution es un videojuego de la serie Hitman, desarrollado por IO Interactive y distribuido por primera vez por Square Enix, después de la adquisición de Eidos Interactive en 2009. El juego está disponible para Microsoft Windows, PlayStation 3 y Xbox 360, siendo este el debut de la serie en la consola PlayStation 3. Una versión para Mac OS X será publicada por Feral Interactive. Hitman: Absolution corre en el motor gráfico Glacier 2 de IO Interactive, combinando las mecánicas clásicas de Hitman con las nuevas. La historia del juego se separa de la agencia que le otorga misiones por un argumento que profundiza más en la vida del Agente 47 siendo en ésta entrega algo más personal. Hitman: Absolution fue anunciado en el E3 2011 de Los Ángeles.

## Trama
Como consecuencia de Hitman: Blood Money, Diana Burnwood, controladora del Agente 47 con la Agencia Internacional de Contratos, de repente se convierte en traidora, llevando a cabo un sabotaje catastrófico que incluye exponer públicamente a la Agencia. La Agencia se reforma bajo las órdenes del agente Benjamin Travis; Travis le asigna a 47 matar a Diana y traer a Victoria, una adolescente a su cargo, a la Agencia. Disparando e hiriendo a Diana en su casa en Chicago, 47, en lugar de ejecutarla, consuela a la aparentemente moribunda Diana, que le da una carta y le pide que mantenga a Victoria a salvo de la Agencia.
47 esconde a Victoria en un orfanato católico, en alguna parte de Chicago y contacta con un informante llamado Birdie, que le pide matar a un mafioso rico apodado "El Rey", que vende drogas en Chinatown. Después de eliminarlo, 47 se encuentra con Birdie, que le habla sobre Blake Dexter, el director general de Industrias Dexter, que puede tener más información sobre Victoria. Como pago, 47 se ve obligado a dar sus Silverballers a Birdie. 47 se entera de que Dexter se encuentra en el hotel "Terminus", y después de evadir a los secuaces de Dexter, lo escucha a escondidas. 47 descubre de la conversación de Dexter con su secretaria Layla que planea secuestrar y subastar a Victoria al mejor postor. 47 intenta estrangular con un cable a Sánchez, el enorme guardaespaldas de Dexter, que procede a dejar a 47 inconsciente. Inculpado por Dexter por el asesinato de una criada inocente, 47 se escapa del hotel que fue prendido fuego por Dexter y evade a la policía. 47 contacta con Birdie, quien le dice que vaya a un club de estriptis y mate al propietario Dom Osmond, que trabaja como informante para Blake Dexter, para que pueda proteger a Victoria. 47 mata a Osmond y descubre de un mensaje telefónico en su oficina que Birdie está siendo perseguido por Edward Wade - un mercenario psicópata, que es amigo íntimo de Dexter y está bajo su empleo. A pesar de matar a los secuaces que buscaban a Birdie, aun así Birdie vende la ubicación de Victoria a Wade para salvar su vida.
47 alcanza a Victoria y se entera de que Victoria tiene un collar, que si no lo usa se volverá débil físicamente. Wade y sus secuaces atacan el orfanato y matan a la mayoría del personal. 47 se ve obligado a recoger las cajas de fusibles que se encuentran dispersas en todo el orfanato, ya que el ascensor hasta el sótano se rompe. Después de evadir a los secuaces, 47 instala las cajas de fusibles y enciende el ascensor. Victoria es secuestrada por Wade, que hace asesinar a una monja, que conocía 47. 47 logra dispararle a Wade, pero Victoria es secuestrada y tomada como rehén por Lenny, el hijo de Dexter. 47 interroga a Wade acerca de la ubicación de Victoria, que es Hope, Dakota del Sur. 47 luego deja a Wade para morir de sus heridas y se va a Hope. Mientras tanto, Birdie se acerca a Dexter, ofreciendo negociar el rescate de Victoria a la agencia, pero es rechazado. Con ira, Birdie en secreto proporciona información sobre la ubicación de 47 a la Agencia, así como información acerca de Dexter a 47, esperando sacar provecho de la situación. En Hope, 47 recupera sus Silverballers cuando Birdie le da el lugar en una armería. Más tarde, 47 mata a la banda de Lenny, luego interroga a Lenny y, posteriormente, dispone de él. Sabiendo de Lenny que Victoria se encuentra en la seda de Industrias Dexter, 47 se infiltra en la instalación y destruye sus datos de investigación sobre la niña mientras asesina a sus científicos principales, y descubre que Victoria es en realidad un clon manipulado genéticamente, creada para ser una asesina de primera categoría como él, pero sus habilidades de combate solo son posibles cuando lleva su collar. 47 mata a Sánchez en una pelea de jaula subterránea después de aprender de él que Victoria fue llevada de vuelta a Hope. Recuperándose en un hotel, 47 sobrevive a un ataque de la ICA dirigido por el equipo de élite de choque de monjas en traje de cuero, "Las Santas" y las mata.
Infiltrándose en la cárcel del Juzgado de Hope, 47 llega a Victoria, pero es sometido por el sheriff local corrupto Clive Skurky, que está trabajando con Dexter. La ICA, dirigida por Travis, se apodera de la ciudad en un intento de regresar a Victoria y matar a 47, pero ella no está en ninguna parte para ser encontrada, mientras que 47 se escapa de la cárcel y evade a la ICA. Luego se enfrenta a un Skurky herido en una iglesia, exigiendo la ubicación de Victoria, a lo que Skurky termina por contarle a 47 que está en Parque Blackwater, luego muere de sus heridas. Travis paga un rescate de diez millones de dólares por Victoria, pero Dexter no cumple su parte del trato y se queda con Victoria y el dinero. 47 llega al piso de Dexter y mata a la asistente de Dexter, Layla. Dexter, sin el conocimiento de que Layla ha sido asesinada, planea destruir la azotea del hotel si no la encontraba allí en cinco minutos. Como Dexter está a punto de salir del hotel con Victoria y el dinero en helicóptero, 47 mortalmente le hiere. 47 salva a Victoria, mientras que Dexter, con sus últimas palabras, le pide perdón a su hijo, Lenny y le pregunta por su dinero. Victoria, que está disgustada por las palabras de Dexter, abre el maletín con el rescate y lanza el dinero a su cuerpo moribundo. 47 y Victoria luego salen del hotel.
47 descubre de la carta que Diana le dio, que Travis creó a Victoria sin el conocimiento de la Agencia; en la carta le pide también que 47 mate a Travis para proteger a Victoria. Persiguiéndolo hasta Inglaterra, 47 encuentra a la ICA exhumando las tumbas de la familia Burnwood, creyendo que la muerte de Diana ha sido fingida. Después de matar a la asistente de Travis, Jade, y sus guardias personales, 47 arrincona a Travis, quien le pregunta si Diana está muerta, pero él se niega a responderle y mata a Travis.  Durante una escena de cierre, 47 observa a Diana y Victoria desde lejos, antes de que un mensaje de Diana le da la bienvenida a la Agencia, revelando que el tiro que 47 disparó contra ella no era letal. Victoria también considera desechar su collar para evitar que le haga daño a alguien, con Diana diciéndole que haga lo que tenga que hacer. Otra escena muestra a continuación a Birdie ofreciendo información sobre 47 a Cosmo Faulkner, un detective que investiga el caso.

## Reparto de voces
- David Bateson como el Agente 47. William Mapother aportó el trabajo de captura de movimiento para 47.
- Keith Carradine como Blake Dexter, el antagonista principal.
- Marsha Thomason como Diana Burnwood (anteriormente con la voz de Vivienne McKee), ex controladora del Agente 47.[5]
- Powers Boothe como Benjamin Travis, el jefe de la ICA. Él fue declarado más adelante como el antagonista secundario.
- Shannyn Sossamon como Jade, secretaria personal de Travis.
- Vivica Fox como Lasandra Dixon, asesina líder de "Las Santas", el equipo de élite de la ICA.[6]
- Jonathan Adams como Cosmo Faulkner, un detective de la policía.[7]
- Traci Lords como Layla Stockton, una asociada de Blake Dexter.[7]
- Steven Bauer como Birdie, informante de 47.[7]
- Isabelle Fuhrman como Victoria, una a quien Diana le envía a 47 a rescatar.[7]
- Larry Cedar como Wade, un mercenario trabajando para Dexter.[7]
- Jon Gries como el Sheriff Clive Skurky, sheriff de Hope.[7]
- Isaac Singleton como Sánchez, guardaespaldas de Blake Dexter.[7]

## Desarrollo
Los planes para continuar con la franquicia fueron anunciados en el 2007, no fue sino hasta mayo de 2009 que Eidos confirmó que el juego estaba en desarrollo. Ciertos detalles sobre la trama del juego fueron anunciados no oficialmente en 2009, afirmando que la historia del juego llevaría al Agente 47 a tal punto que tendría que reconstruirse así mismo. El 20 de abril de 2011 Square Enix hizo público el título de Hitman: Absolution, conduciendo a los sitios a especular que sería la quinta entrega de la serie. El 6 de mayo un Teaser Trailer fue lanzado, confirmando la quinta entrega. El segundo Trailer de 27 segundos muestra brevemente al Agente 47 preparar su distintiva pistola Silverballer con un silenciador y una serpiente de cascabel enroscada. Se mencionó que el juego resultará familiar y sin embargo será una experiencia diferente a los otros títulos de la serie.
- El juego se estrenó el 20 de noviembre de 2012.[13]
- Los jugadores tendrán la habilidad de elaborar trampas.[14]
- El nuevo modo llamado "Instinto" funciona casi de la misma forma que el modo "Detective" de Batman: Arkham Asylum o como la visión de águila de assassin´s creed , acompañado de una barra que es similar al "Marca y Ejecuta" de Sam Fisher en Splinter Cell: Conviction y que se repone por cada muerte sigilosa.[15]
- No hay mapa en la pantalla, el modo "Instinto" lo reemplaza.[15][16]
- Los jugadores ya no podrán guardar sus avances de forma manual en el juego.[17]
- Los jugadores podrán utilizar un mecanismo llamado "Tag and Kill" durante el modo "Instinto" que es muy similar al de Red Dead Redemption.[18]
- El juego tendrá algunas secuencias de acción con argumento y pequeños niveles tipo Sandbox que estarán divididos en checkpoints.[19][20]
- El soundtrack original del juego está compuesto por Peter Kyed y Peter Peter, reemplazando al viejo compositor que era Jesper Kyd.[21][20]